# 松嶋こよみ
松嶋 こよみ（まつしま こよみ、1992年10月8日 - ）は、日本の男性総合格闘家。神奈川県横浜市出身。イマジナリー所属。

## 来歴
幼少期に極真空手を始め、中学時代までに柔道、レスリング、キックボクシングと様々な格闘技を習った。中学卒業後はレスリングの名門校である京都府立網野高校に進み、特待生として東洋大学に進学したが、本格的に総合格闘家を目指すため3年次で中退し、AACCでトレーニングを積んだ。
2014年に関東アマチュア修斗選手権ウェルター級（-70kg）、ならびに全日本アマチュア修斗選手権ウェルター級を制覇し、プロに昇格した。

### 修斗
2015年2月11日、修斗で高橋圭典を相手にプロデビュー戦を行い、試合開始からわずか10秒でKO勝ち。
2015年12月20日、修斗の新人王決定トーナメントウェルター級決勝で荒川大輔と対戦し、1R16秒でKO勝ち。同年度のウェルター級新人王を獲得した。
2016年4月8日、PXC 53でロランド・ディと対戦。1R開始早々にカウンターの左フックを浴び、23秒でKO負け。キャリア初黒星を喫した。

### パンクラス
2016年9月11日、パンクラス初参戦となったPANCRASE 280でフェザー級ランキング5位の牛久絢太郎と対戦し、3Rにキムラロックで一本勝ち。
2016年12月18日、PANCRASE 280で元フェザー級キング・オブ・パンクラシストのマルロン・サンドロと対戦。1Rに右フックでダウンを奪われると、肘打ち、パウンドの連打を浴びてTKO負け。
2017年4月23日、PANCRASE 286で内村洋次郎と対戦し、3-0の判定勝ち。この試合の後、練習拠点をAACCからパンクラスイズム横浜へ移した。
2017年8月20日、PANCRASE 289で粕谷優介と対戦し、3-0の判定勝ち。
2017年12月10日、PANCRASE 292でフェザー級ランキング3位のカイル・アグォンと対戦し、3-0の判定勝ち。
2018年4月15日、PANCRASE 295のフェザー級暫定王座決定戦でフェザー級ランキング3位のISAOと対戦。ケージ際の攻防の最中、片膝をマットについていたISAOの顔面へ膝蹴りを当ててしまい、骨折の疑いにより試合続行不可能となったため反則負け。

### ONE Championship
2018年9月22日、ONE Championship初参戦となったONE Championship: Conquest of Heroesで前フェザー級王者のマラット・ガフロフと対戦し、1Rに右フックでダウンを奪い、追撃のパウンドでTKO勝ち。
2019年8月2日、One Championship: Dawn of HeroesのONE Championship世界フェザー級タイトルマッチで王者のマーティン・ニューイェンに挑戦し、2RにパウンドでTKO負け。王座獲得に失敗した。
2020年12月4日、One Championship: Big Bangでフェザー級ランキング5位のゲイリー・トノンと対戦し、判定負け。

### Road to UFC
2022年6月9日、Road to UFC: Singaporeに参戦。トーナメント一回戦でホン・ジュンヨンと対戦し、2-1の判定勝ちを収め準決勝に進出した。
2024年1月21日、TOP BRIGHTS.1でRIZINに参戦しているカルシャガ・ダウトベックと対戦し、左の肘打ちを受けてダウンし、そのままパウンドで1R TKO負けを喫した。

## 戦績

### プロ総合格闘技
| 総合格闘技 戦績 | 総合格闘技 戦績 | 総合格闘技 戦績 | 総合格闘技 戦績 | 総合格闘技 戦績 | 総合格闘技 戦績 | 総合格闘技 戦績 |
| --------------- | --------------- | --------------- | --------------- | --------------- | --------------- | --------------- |
| 22 試合         | (T)KO           | 一本            | 判定            | その他          | 引き分け        | 無効試合        |
| 15 勝           | 9               | 1               | 5               | 0               | 0               | 0               |
| 7 敗            | 4               | 0               | 2               | 1               | 0               | 0               |

| 勝敗 | 対戦相手                     | 試合結果                                     | 大会名                                                                                            | 開催年月日     |
| ○    | ソドノムドルジ・プレブドルジ | 2R 2:47 KO（ボディへの膝蹴り）               | GLADIATOR CHALLENGER SERIES02「Matsushima vs Sodnomdorj」                                         | 2024年7月12日  |
| ×    | カルシャガ・ダウトベック     | 1R 4:41 TKO（左ストレート→パウンド）         | TOP BRIGHTS.1                                                                                     | 2024年1月21日  |
| ○    | 劉獅                         | 1R 1:54 TKO（右フック→サッカーボールキック） | DEEP 114 IMPACT                                                                                   | 2023年7月2日   |
| ×    | イー・ジャー                 | 5分3R終了 判定1-2                            | Road to UFC: Singapore 【トーナメント 準決勝】                                                    | 2022年10月23日 |
| ○    | ホン・ジュンヨン             | 5分3R終了 判定2-1                            | Road to UFC: Singapore 【トーナメント 1回戦】                                                     | 2022年6月9日   |
| ×    | ゲイリー・トノン             | 5分3R終了 判定0-3                            | One Championship: Big Bang                                                                        | 2020年12月4日  |
| ○    | キム・ジェウォン             | 3R 0:24 TKO（パウンド）                      | ONE Championship: Warrior's Code                                                                  | 2020年2月7日   |
| ×    | マーティン・ニューイェン     | 2R 4:40 TKO（パウンド）                      | ONE Championship: Dawn of Heroes 【ONE世界フェザー級タイトルマッチ】                              | 2019年8月2日   |
| ○    | クォン・ウォンイル           | 5分3R終了 判定3-0                            | ONE Championship: Legendary Quest                                                                 | 2019年6月15日  |
| ○    | マラット・ガフロフ           | 1R 2:41 TKO（右フック→パウンド）             | ONE Championship: Conquest of Heroes                                                              | 2018年9月22日  |
| ×    | ISAO                         | 1R 4:34 反則（グラウンドでの顔面膝蹴り）     | PANCRASE 295 【パンクラスフェザー級暫定王座決定戦】                                               | 2018年4月15日  |
| ○    | カイル・アグォン             | 5分3R終了 判定3-0                            | PANCRASE 292                                                                                      | 2017年12月10日 |
| ○    | 粕谷優介                     | 5分3R終了 判定3-0                            | PANCRASE 289                                                                                      | 2017年8月20日  |
| ○    | 内村洋次郎                   | 3分3R終了 判定3-0                            | PANCRASE 286                                                                                      | 2017年4月23日  |
| ×    | マルロン・サンドロ           | 1R 2:51 TKO（肘打ち連打→パウンド）           | PANCRASE 283                                                                                      | 2016年12月18日 |
| ○    | 牛久絢太郎                   | 3R 3:11 キムラロック                         | PANCRASE 280                                                                                      | 2016年9月11日  |
| ×    | ロランド・ディ               | 1R 0:23 KO（左フック）                       | PXC 53                                                                                            | 2016年4月8日   |
| ○    | 荒川大輔                     | 1R 0:16 KO（右アッパー）                     | 修斗 インフィニティリーグ2015 フェザー級最終戦 【修斗新人王決定トーナメント ウェルター級 決勝戦】 | 2015年12月20日 |
| ○    | 藤石義和                     | 2R 0:43 KO（左ハイキック）                   | 修斗 闘裸男16 TORAO/TOKYO                                                                         | 2015年9月21日  |
| ○    | エリック・ガトマン           | 1R 3:06 KO（バスター）                       | PXC 49                                                                                            | 2015年8月7日   |
| ○    | デーブ・レダック             | 1R 0:19 TKO（パンチ連打）                    | Hybrid Pro Series 3                                                                               | 2015年5月2日   |
| ○    | 高橋圭典                     | 1R 0:10 KO（右ストレート→パウンド）          | 修斗 SHOOTO GIG TOKYO Vol.18                                                                      | 2015年2月11日  |

### アマチュア総合格闘技
| 勝敗 | 対戦相手 | 試合結果                          | 大会名                                                         | 開催年月日     |
| ○    | 山田太一 | 3分2R終了 判定3-0                 | 第21回全日本アマチュア修斗選手権大会 【ウェルター級 決勝戦】   | 2014年10月12日 |
| ○    | 摩嶋一整 | 4分1R終了 判定3-0                 | 第21回全日本アマチュア修斗選手権大会 【ウェルター級 準決勝戦】 | 2014年10月12日 |
| ○    | 越野圭吾 | 1R 2:17 TKO（レフェリーストップ） | 第21回全日本アマチュア修斗選手権大会 【ウェルター級 2回戦】    | 2014年10月12日 |
| ○    | 津川浩平 | 4分1R終了 判定3-0                 | 第21回全日本アマチュア修斗選手権大会 【ウェルター級 1回戦】    | 2014年10月12日 |
| ○    | 笹晋久   | 3分2R終了 判定3-0                 | 第13回関東アマチュア修斗選手権大会 【ウェルター級 決勝戦】     | 2014年7月6日   |
| ○    | 三原和也 | 4分1R終了 判定3-0                 | 第13回関東アマチュア修斗選手権大会 【ウェルター級 準決勝戦】   | 2014年7月6日   |
| ○    | 伊藤博剛 | 1R 3:51 スリーパーホールド        | 第13回関東アマチュア修斗選手権大会 【ウェルター級 2回戦】      | 2014年7月6日   |
| ○    | 佐須啓祐 | 4分1R終了 判定3-0                 | 第13回関東アマチュア修斗選手権大会 【ウェルター級 1回戦】      | 2014年7月6日   |

## 獲得タイトル
- 第13回関東アマチュア修斗選手権大会 優勝（2014年）
- 第21回全日本アマチュア修斗選手権大会 優勝（2014年）
- 修斗ウェルター級新人王（2015年）

## 表彰
- 修斗ウェルター級新人王 技能賞（2015年）